# Oricia prolifera
Oricia prolifera är en fjärilsart som beskrevs av Walker 1854. Oricia prolifera ingår i släktet Oricia och familjen tandspinnare. Inga underarter finns listade i Catalogue of Life.